# Qualificazioni al campionato mondiale di calcio 2026 - UEFA - Fase a gironi, gruppo J

## Classifica
Aggiornata al 9 giugno 2025.
| Pos. | Squadra            | Pt | G | V | N | P | GF | GS | DR |
| ---- | ------------------ | -- | - | - | - | - | -- | -- | -- |
| 1.   | Macedonia del Nord | 8  | 4 | 2 | 2 | 0 | 6  | 2  | +4 |
| 2.   | Galles             | 7  | 4 | 2 | 1 | 1 | 10 | 6  | +4 |
| 3.   | Belgio             | 4  | 2 | 1 | 1 | 0 | 5  | 4  | +1 |
| 4.   | Kazakistan         | 3  | 3 | 1 | 0 | 2 | 3  | 4  | -1 |
| 5.   | Liechtenstein      | 0  | 3 | 0 | 0 | 3 | 0  | 8  | -8 |

## Risultati

### 1ª giornata
| Arbitro: | Mykola Balakin |

|  |           |                                      |
|  | Marcatori | 7’ Trajkovski 42’ Musliu 84’ Miovski |

| Arbitro: | Donatas Rumšas |

|                                       |           |                       |
| D. James 9’ B. Davies 47’ Matondo 90’ | Marcatori | 32’ (rig.) Taǵybergen |

### 2ª giornata
| Arbitro: | John Beaton |

|  |           |                             |
|  | Marcatori | 42’ Samorodov 45’ Marochkın |

| Arbitro: | Jérôme Brisard |

|               |           |              |
| Miovski 90+1’ | Marcatori | 90+6’ Brooks |

### 3ª giornata
| Arbitro: | Chris Kavanagh |

|             |           |               |
| Alioski 86’ | Marcatori | 28’ De Cuyper |

| Arbitro: | Anastasios Papapetrou |

|                                |           |  |
| Rodon 40’ Wilson 65’ Moore 68’ | Marcatori |  |

### 4ª giornata
| Arbitro: | Filip Glova |

|  |           |                |
|  | Marcatori | 33’ Trajkovski |

| Arbitro: | Irfan Peljto |

|                                                        |           |                                            |
| Lukaku 15’ (rig.) Tielemans 19’ Doku 27’ De Bruyne 88’ | Marcatori | 45+7’ (rig.) Wilson 51’ Thomas 70’ Johnson |

### 5ª giornata
| Astana 4 settembre 2025, ore 16:00 CEST | Kazakistan | – referto | Galles | Astana Arena |

| Vaduz 4 settembre 2025, ore 20:45 CEST | Liechtenstein | – referto | Belgio | Rheinpark Stadion |

### 6ª giornata
| Skopje 7 settembre 2025, ore 18:00 CEST | Macedonia del Nord | – referto | Liechtenstein | Arena nazionale Toše Proeski |

| 7 settembre 2025, ore 20:45 CEST | Belgio | – referto | Kazakistan |  |

### 7ª giornata
| 10 ottobre 2025, ore 16:00 CEST | Kazakistan | – referto | Liechtenstein |  |

| 10 ottobre 2025, ore 20:45 CEST | Belgio | – referto | Macedonia del Nord |  |

### 8ª giornata
| 13 ottobre 2025, ore 20:45 CEST | Macedonia del Nord | – referto | Kazakistan |  |

| 13 ottobre 2025, ore 20:45 CEST | Galles | – referto | Belgio |  |

### 9ª giornata
| 15 novembre 2025, ore 15:00 CET | Kazakistan | – referto | Belgio |  |

| 15 novembre 2025, ore 18:00 CET | Liechtenstein | – referto | Galles |  |

### 10ª giornata
| 18 novembre 2025, ore 20:45 CEST | Belgio | – referto | Liechtenstein |  |

| 18 novembre 2025, ore 20:45 CEST | Galles | – referto | Macedonia del Nord |  |

## Statistiche

### Classifica marcatori
Aggiornata al 9 giugno 2025.
2 reti
- Bojan Miovski

- Aleksandar Trajkovski

- Harry Wilson

1 rete
- Kevin De Bruyne
- Maxim De Cuyper
- Jérémy Doku
- Romelu Lukaku (1 rig.)
- Youri Tielemans
- Aleksandr Marochkın

- Maksım Samorodov
- Ashat Taǵybergen
- Ezgjan Alioski
- Visar Musliu
- David Brooks
- Ben Davies

- Daniel James
- Brennan Johnson
- Rabbi Matondo
- Kieffer Moore
- Joe Rodon
- Sorba Thomas